# Maximilian Wild
Maximilian Wild (Rosenheim, 1990) è un giocatore di football americano tedesco che gioca nel ruolo di defensive lineman per i Tirol Raiders.

## Palmarès
- 1 Europeo (2014)
- 5 Austrian Bowl (Tirol Raiders, 2015, 2016, 2018, 2019, 2021)